# Pírcing Princess Albertina
El pírcing Princess Albertina és un pírcing genital femení, on un anell entra a la uretra i surt a través de la part superior de la vagina.
Aquest pírcing pot ser estimulat sexualment, ja que la seva presència estimula els nervis de la uretra durant les relacions sexuals o les activitats de masturbació.
La seva cicatrització triga de dues a tres setmanes.

## Història
Anne Greenblatt va descriure el pírcing Princess Albertina a Ralph H. en 1995 com «un pírcing relativament nou i experimental». El seu nom prové del fet que és anàleg al pírcing Prince Albert, un pírcing genital masculí.
Una variació més extrema d'aquest pírcing és el pírcing Scrunty.

## Joieria
Generalment es fa servir un anell de bola captiva de 1,6 mil·límetres de gruix, que pot ser massa prim a la llarga i condueix a la lenta migració de la joia. A més, les boles de l'anell poden molestar. Per tant, a llarg termini, s'ha de ficar un barbell circular, com en l'home, de 4 mm de gruix.

## Complicacions
Anatòmicament, no es pot fer amb totes les dones; aquest pírcing requereix que l'usuària tingui la uretra prou gran perquè això sigui factible. El pírcing Princess Albertina és relativament poc freqüent perquè la seva col·locació és difícil; es un pírcing avançat i pocs professionals del pírcing estan disposats o són capaços de realitzar-lo.
El potencial d'infeccions del tracte urinari o cistitis pot augmentar amb aquest pírcing, ja que la uretra de la dona és relativament curta en comparació amb la de l'home; si bé molts pírcings genitals masculins són transuretrals, la gran longitud de la uretra masculina redueix el risc d'infecció urinària causada pels pírcings transuretrals. A més d'això, la sonda uretral utilitzada sovint per ampliar la uretra pot ser perillosa si es fa malament.
La presència d'aquest pírcing pot alterar o desviar el flux de l'orina i pot requerir atenció addicional durant i després de la micció.